# الأرجنتين - تدابير وقائية على واردات الأحذية
الأرجنتين - التدابير الوقائية على واردات الأحذية أو الأرجنتين - الأحذية (EC) WT/DS121 (بالإنجليزية: Argentina — Safeguard Measures on Imports of Footwear)‏ (يرمز لهاز WT/DS121) هي قضية تسوية نزاعات في منظمة التجارة العالمية بدأت بشكوى قدمتها المجتمعات الأوروبية ضد الأرجنتين. كان القرار في هذه القضية مبني على "التوازي" ويمثل أول تطبيق لهذا المفهوم. 
القضية التي تحمل الرمز WT/DS123 هي إحدى حالات القانون الاقتصادي الدولي التي اقترحتها حكومة إندونيسيا في 22 أبريل 1998، على منظمة التجارة العالمية (WTO) فيما يتعلق بالتدابير الوقائية التي اتخذتها حكومة الأرجنتين في واردات الأحذية الآمنة. إن التدابير الوقائية التي تتعلق بها هذه القضية هي نفس التدابير التي كانت محل نزاع في WT/DS121. وينتهي هذا النزاع ببيان أصدرته منظمة التجارة العالمية يفيد بأنه ثبت أن الأرجنتين انتهكت الفقرة المذكورة أعلاه من المادة التاسعة عشرة من اتفاقية الجات 1994 و 1A في اتفاقية الضمانات - منظمة التجارة العالمية.

## روابط خارجية
- منظمة التجارة العالمية - WT/DS164
- القائمة الرسمية لجميع قضايا تسوية النزاعات في منظمة التجارة العالمية